# Wings
Wings (cunoscută și ca Paul McCartney and Wings) a fost o trupă rock formată în 1971 de fostul Beatle, Paul McCartney și soția sa Linda McCartney, bateristul de sesiune Denny Seiwell, și fostul chitarist al trupei Moody Blues, Denny Laine. Pe lângă succesul comercial, Wings a fost cunoscută pentru schimbările frecvente de personal. Pe durata existenței trupa a schimbat trei chitariști principali și patru bateriști. Singurii membrii care au făcut parte din formație de la început și până la destrămarea grupului fiind McCartney, soția sa Linda și chitaristul Denny Laine. Formația a activat până în 1981 când McCartney a desființat-o. 
Wings au avut 12 single-uri în top 10 în Regatul Unit și 14 singleuri în top 10 în Statele Unite. Toate cele 23 de singleuri creditate grupului au ajuns în US Top 40 iar unul dintre singleuri, "Junior's Farm"/"Sally G", a atins Top 40 cu ambele fețe ale discului. Din cele nouă albume creditate trupei, toate au intrat în Top 10 fie în Regatul Unit fie în SUA cu cinci albume consective atingând primul loc în topurile din SUA.

## Componență
- Paul McCartney (n. 1942) - voce, bas, claviaturi, chitară, baterie (1971-1981)
- Linda McCartney (1941 - 1998) - voce, claviaturi (1971-1981)
- Denny Laine (n. 1944) - voce, chitară, bas, pian (1971-1981)
- Denny Seiwell - baterie, percuție (1971-1973)
- Henry McCullough (n. 1943) - chitară, voce (1972-1973)
- Jimmy McCulloch (1953 - 1979) - voce, chitară (1974-1977)
- Geoff Britton (n. 1943) - baterie, percuție (1974-1975)
- Joe English (n. 1949) - voce, baterie, percuție (1975-1977)
- Laurence Juber (n. 1952) - voce, chitară (1978-1981)
- Steve Holley - voce, baterie, percuție (1978-1981)

## Discografie
- Wild Life (1971)
- Red Rose Speedway (1973)
- Band on the Run (1973)
- Venus and Mars (1975)
- Wings at the Speed of Sound (1976)
- London Town (1978)
- Back to the Egg (1979)

## Turnee
Wings played five concert tours during their ten-year existence:
- Wings University Tour – 11 showuri in the UK, 1972
- Wings Over Europe Tour – 25 showuri, 1972
- Wings 1973 UK Tour – 21 showuri, 1973
- Wings Over the World tour – 66 showuri, 1975–1976
- Wings UK Tour 1979 – 20 showuri, 1979

## Premii
| An   | Premiu                  | Lucrare           | Recipient              | Rezultat |
| ---- | ----------------------- | ----------------- | ---------------------- | -------- |
| 1977 | Music Week's top single | "Mull of Kintyre" | Paul McCartney & Wings | Câștigat |

Yugoton Award
| An   | Premiu                                                     | Lucrare | Recipient              | Rezultat |
| ---- | ---------------------------------------------------------- | --- | ---------------------- | -------- |
| 1976 | Gold LP For successful sales of their albums in Yugoslavia | McCartney, Ram, Wild Life, Red Rose Speedway, Band on the Run, Venus and Mars, Wings at the Speed of Sound | Paul McCartney & Wings | Câștigat |

Brit Award
| An   | Premiu            | Lucrare            | Recipient              | Rezultat     |
| ---- | ----------------- | ------------------ | ---------------------- | ------------ |
| 2010 | The BRITs Hits 30 | "Live and Let Die" | Paul McCartney & Wings | Nominalizare |

American Music Award
| An   | Premiu                           | Lucrare            | Recipient              | Rezultat     |
| ---- | -------------------------------- | ------------------ | ---------------------- | ------------ |
| 1974 | Favorite Pop/Rock Band/Duo/Group | "Live and Let Die" | Paul McCartney & Wings | Nominalizare |

Academy Award
| An   | Premiu             | Lucrare            | Recipient                                      | Rezultat     |
| ---- | ------------------ | ------------------ | ---------------------------------------------- | ------------ |
| 1974 | Best Original Song | "Live and Let Die" | George Martin, Paul McCartney, Linda McCartney | Nominalizare |

Million-Air Award
| An   | Premiu                      | Lucrare            | Recipient      | Rezultat |
| ---- | --------------------------- | ------------------ | -------------- | -------- |
| 2012 | over 4 million performances | "Live and Let Die" | Paul McCartney | Câștigat |

The Guinness Book of Records
| An   | Premiu                                                                      | Lucrare | Recipient      | Rezultat |
| ---- | --------------------------------------------------------------------------- | ------- | -------------- | -------- |
| 1979 | Most successful and honoured composer and musician in popular music history | -       | Paul McCartney | Câștigat |

Q Awards
| An   | Premiu          | Lucrare         | Recipient              | Rezultat |
| ---- | --------------- | --------------- | ---------------------- | -------- |
| 2010 | A Classic Album | Band on the Run | Paul McCartney & Wings | Câștigat |

RIAA award
| An   | Premiu                        | Recipient      | Rezultat |
| ---- | ----------------------------- | -------------- | -------- |
| 1976 | Top Male Vocalist of the Year | Paul McCartney | Câștigat |

NME Awards
| An   | Premiu              | Recipient      | Rezultat |
| ---- | ------------------- | -------------- | -------- |
| 1974 | Best bass guitarist | Paul McCartney | Câștigat |
| 1976 | Best bass guitarist | Paul McCartney | Câștigat |

Capitol Radio music Awards
| An   | Premiu                   | Lucrare                   | Recipient              | Rezultat |
| ---- | ------------------------ | ------------------------- | ---------------------- | -------- |
| 1977 | The Best Single          | "Mull of Kintyre"         | Paul McCartney & Wings | Câștigat |
| 1977 | Best Live Show in London | 1976 Wembley performances | Paul McCartney & Wings | Câștigat |

Daily Mirror Readers Awards
| An   | Premiu                         | Recipient              | Rezultat |
| ---- | ------------------------------ | ---------------------- | -------- |
| 1977 | The Best Male Group Singer     | Paul McCartney         | Câștigat |
| 1977 | Best Rock Group/Best Pop Group | Paul McCartney & Wings | Câștigat |
| 1979 | Outstanding Music Personality  | Paul McCartney         | Câștigat |

Ivor Novello Awards
| An   | Premiu                                | Lucrare           | Recipient              | Rezultat |
| ---- | ------------------------------------- | ----------------- | ---------------------- | -------- |
| 1975 | Best Selling single ever              | "Mull of Kintyre" | Paul McCartney & Wings | Câștigat |
| 1980 | Outstanding Services to British Music | -                 | Paul McCartney         | Câștigat |

Juno Awards
| An   | Premiu                          | Lucrare            | Recipient              | Rezultat     |
| ---- | ------------------------------- | ------------------ | ---------------------- | ------------ |
| 1975 | International Album of the Year | Band on the Run    | Paul McCartney & Wings | Câștigat     |
| 1975 | Best Selling Single             | "Band on the Run"  | Paul McCartney & Wings | Nominalizare |
| 1976 | International Album of the Year | Venus and Mars     | Paul McCartney & Wings | Nominalizare |
| 1977 | International Album of the Year | Wings over America | Paul McCartney & Wings | Nominalizare |

Grammy Awards
| An   | Premiu                                               | Lucrare            | With                                           | Rezultat     |
| ---- | ---------------------------------------------------- | ------------------ | ---------------------------------------------- | ------------ |
| 1974 | Best Arrangement Accompanying Vocalist(s)            | "Live and Let Die" | George Martin                                  | Câștigat     |
| 1974 | Best Original Score Written for a Motion Picture     | "Live and Let Die" | Paul McCartney, Linda McCartney, George Martin | Nominalizare |
| 1974 | Best Pop Vocal Performance by a Duo, Group or Chorus | "Live and Let Die" | Paul McCartney & Wings                         | Nominalizare |
| 1975 | Best Pop Vocal Performance by a Duo, Group or Chorus | "Band on the Run"  | Paul McCartney & Wings                         | Câștigat     |
| 1975 | Best Engineered Recording, Non-Classical             | Band on the Run    | Geoff E. Emerick                               | Câștigat     |
| 1975 | Album of the Year                                    | Band on the Run    | Paul McCartney & Wings                         | Nominalizare |
| 1977 | Best Arrangement Accompanying Vocalist(s)            | "Let 'Em In"       | Paul McCartney & Wings                         | Nominalizare |
| 1978 | Best Album Package                                   | Wings over America | Paul McCartney & Wings                         | Nominalizare |
| 1980 | Best Rock Instrumental Performance                   | "Rockestra Theme"  | Paul McCartney & Wings                         | Câștigat     |
| 1981 | Best Rock Vocal Performance, Male                    | "Coming Up"        | Paul McCartney                                 | Nominalizare |
| 2012 | Best Historical Album                                | Band on the Run    | Paul McCartney, Sam Okell, Steve Rooke         | Câștigat     |
| 2013 | Grammy Hall of Fame Award                            | Band on the Run    | Paul McCartney & Wings                         | Inducted     |
| 2014 | Best Boxed or Special Limited Edition Package        | Wings over America | Simon Earith, James Musgrave                   | Câștigat     |